# Astrobrachion constrictum
Astrobrachion constrictum är en ormstjärneart som först beskrevs av John Keith Marshall Lang Farquhar 1900.  Astrobrachion constrictum ingår i släktet Astrobrachion och familjen Asteroschematidae. Inga underarter finns listade i Catalogue of Life.